# Nagoya Grampus
Il Nagoya Grampus (名古屋グランパス?, Nagoya Guranpasu), noto fino al 2007 come Nagoya Grampus Eight, è una società calcistica giapponese con sede nella città di Toyota. Milita nella J1 League, la massima divisione del campionato giapponese.
Il nome della squadra proviene dai due più noti simboli di Nagoya: i due grampi dorati che sono presenti sulla sommità del Castello di Nagoya e il Maru-Hachi, simbolo ufficiale della città. L'Eight, presente nella denominazione estesa fino al 2007, derivava dall'emblema della città di Nagoya, un ideogramma che indica il numero otto.

## Storia
La selezione nota come Toyota Motor S.C., fondata nel 1939 come team aziendale dell'omonima azienda nipponica, fu inizialmente oscurata dalla Toyota Automated Loom Works, fondata nel 1946 e socio fondatore della Japan Soccer League-JSL. Quando, tuttavia, la Toyota ALW retrocesse nelle serie minori, la Toyota Motor non si lasciò sfuggire l'occasione di recuperare fama e prestigio sui rivali. 
Nel 1972 fu tra i fondatori della Seconda Divisione della JSL, nonché la prima squadra vincitrice del torneo. Disputò i campionati della JSL fino alla creazione della J. League, risalente al 1993. Nel 1990 la denominazione del club fu variata in Nagoya Grampus Eight. 
La squadra visse delle ottime stagioni alla metà degli anni Novanta quando, allenata da Arsène Wenger, poteva schierare giocatori del calibro di Dragan Stojković e Gary Lineker, riuscendo a vincere la prestigiosa Coppa dell'Imperatore (3-0 sul Sanfrecce Hiroshima nel 1995) e concludendo al secondo posto nel campionato del 1996. Nello stesso anno, il Nagoya vinse la Supercoppa del Giappone battendo per 2-0 lo Yokohama F. Marinos.
Nel 1997 raggiunse anche la finale della Coppa delle Coppe dell'AFC, persa per 3-1 contro gli arabi dell'Al-Hilal. Nel 1999, il club si aggiudicò la seconda Coppa dell'Imperatore della sua storia, battendo nuovamente il Sanfrecce in finale per 2-0. Questo risultato gli garantì l'accesso alla finale della Supercoppa giapponese, persa ai rigori contro il Júbilo Iwata.
Nel 2010, sotto la guida tecnica di Dragan Stojković, la squadra vinse il primo titolo nazionale della sua storia, sollevando nella stagione successiva anche la seconda Supercoppa di Giappone.
Il 30 ottobre 2021, superando il Cerezo Osaka nella finale di Seitama, conquistò la Coppa J.League. 
Nel 2022, il club ha annunciato di aver sottoscritto una partnership con la Roma.

## Strutture
Il Nagoya Grampus disputa le gare casalinghe al Toyota Stadium. In precedenza aveva utilizzato anche il Mizuho Athletic Stadium, chiuso nel 2021 in previsione della totale ricostruzione per i XX Giochi asiatici.

## Allenatori
- 1991-1992  Marcos Falopa
- 1992-1993  Ryuzo Hiraki
- 1994  Gordon Milne
- 1995  Tetsuro Miura
- 1995-1996  Arsène Wenger
- 1996  José Costa
- 1996-1997  Carlos Queiroz
- 1997-1999  Koji Tanaka
- 1999  Mazarópi
- 1999-2001  João Carlos
- 2001  Tetsuro Miura
- 2002-2003  Zdenko Verdenik
- 2003-2005  Nelsinho Baptista
- 2005  Hitoshi Nakata
- 2006-2007  Sef Vergoossen
- 2008-2013  Dragan Stojković
- 2013-2015  Akira Nishino
- 2015-2016  Takafumi Ogura
- 2016  Boško Gjurovski
- 2017-2019  Yahiro Kazama
- 2019-2021  Massimo Ficcadenti
- 2022-Oggi  Kenta Hasegawa

## Palmarès

### Competizioni nazionali
- Campionato giapponese: 1

2010
- Coppa dell'Imperatore: 2

1995, 1999
- Coppa J. League: 2

2021, 2024
- Supercoppa del Giappone: 2

1996, 2011
- Konica Cup: 1

1991

### Altri piazzamenti
- Campionato giapponese:

Secondo posto: 1996, 2011
Terzo posto: 1995, 2008, 2020
- Coppa dell'Imperatore:

Finalista: 2009
- Coppa J. League:

Semifinalista: 1992, 1997, 1999, 2000, 2001, 2004, 2008, 2011, 2023
- Supercoppa del Giappone:

Finalista: 2000
- AFC Champions League:

Semifinalista: 2009
- Coppa delle Coppe dell'AFC:

Finalista: 1996-1997

## Organico

### Rosa 2025
Rosa e numerazione aggiornate al 7 luglio 2025.
| N. |                     | Ruolo | Calciatore             |
| -- | ------------------- | ----- | ---------------------- |
| 1  | Giappone (bandiera) | P     | Daniel Schmidt         |
| 2  | Giappone (bandiera) | D     | Yūki Nogami            |
| 3  | Giappone (bandiera) | D     | Yōta Satō              |
| 6  | Giappone (bandiera) | D     | Akinari Kawazura       |
| 7  | Giappone (bandiera) | C     | Ryūji Izumi (capitano) |
| 8  | Giappone (bandiera) | C     | Keiya Shiihashi        |
| 9  | Giappone (bandiera) | C     | Yūya Asano             |
| 10 | Brasile (bandiera)  | A     | Mateus                 |
| 11 | Giappone (bandiera) | A     | Yūya Yamagishi         |
| 14 | Giappone (bandiera) | C     | Tsukasa Morishima      |
| 15 | Giappone (bandiera) | C     | Shō Inagaki            |
| 16 | Giappone (bandiera) | P     | Yōhei Takeda           |
| 17 | Giappone (bandiera) | C     | Takuya Uchida          |
| 18 | Giappone (bandiera) | A     | Kensuke Nagai          |
| 20 | Giappone (bandiera) | D     | Kennedy Egbus Mikuni   |
| 21 | Giappone (bandiera) | P     | Daichi Sugimoto        |
| 26 | Giappone (bandiera) | C     | Gen Katō               |

| N. |                      | Ruolo | Calciatore         |
| -- | -------------------- | ----- | ------------------ |
| 27 | Giappone (bandiera)  | C     | Katsuhiro Nakayama |
| 30 | Giappone (bandiera)  | C     | Shungo Sugiura     |
| 31 | Giappone (bandiera)  | P     | Tsuyoshi Kodama    |
| 32 | Giappone (bandiera)  | C     | Haruto Suzuki      |
| 33 | Giappone (bandiera)  | C     | Taichi Kikuchi     |
| 35 | Giappone (bandiera)  | P     | Alexandre Pisano   |
| 41 | Giappone (bandiera)  | C     | Masahito Ono       |
| 42 | Giappone (bandiera)  | A     | Ritsu Ōnishi       |
| 43 | Giappone (bandiera)  | P     | Hiroaki Hagi       |
| 44 | Giappone (bandiera)  | D     | Sōichirō Mori      |
| 46 | Giappone (bandiera)  | D     | Ryūki Ōiso         |
| 55 | Giappone (bandiera)  | D     | Shūhei Tokumoto    |
| 66 | Giappone (bandiera)  | C     | Ryōsuke Yamanaka   |
| 70 | Giappone (bandiera)  | D     | Teruki Hara        |
| 77 | Danimarca (bandiera) | A     | Kasper Junker      |
| 97 | Brasile (bandiera)   | A     | Lelê               |

### Staff tecnico
Staff tecnico aggiornato al 20 aprile 2025.
- Kenta Hasegawa - Allenatore
- Kōsuke Takeya - Viceallenatore
- Kazumasa Kawano - Collaboratore tecnico
- Keiji Yoshimura - Collaboratore tecnico
- Keiji Tamada - Collaboratore tecnico
- Seigō Narazaki - Preparatore portieri
- Toshihide Hirata - Collaboratore preparatore portieri
- Ryōsuke Satō - Analista
- Kazuki Fukayama - Analista
- Kaito Yamada - Preparatore fisico
- Shunsuke Itō - Collaboratore preparatore fisico